# Caradrina casearia
Caradrina casearia är en fjärilsart som beskrevs av Otto Staudinger 1900. Caradrina casearia ingår i släktet Caradrina och familjen nattflyn, Noctuidae. Inga underarter finns listade i Catalogue of Life.